# Ернст Лудвиг Кирхнер
Ернст Лудвиг Кирхнер (Ашафенбург, 6. мај 1880 — Фраункирх, 15. јуна 1938) је био немачки сликар, графичар и вајар епохе експресионизма.

## Биографија
Кирхнер је студирао архитектуру у Дрездену. Заједно са својим пријатељима Ерихом Хекелом и Карл Шмит-Ротлуфом основао је у Дрездену уметничку групу Мост са циљем да се превазиђе академско сликарство. Снажан утицај на њих имао је плошни начин сликања Пола Гогена и Едуарда Мунка као и колорит Винсента ван Гога и фовиста. Пошто су чланови групе заједно сликали у једном атељеу дошли су до међусобно веома сличног стила. Кирхнер се бавио углавном пејзажима, призорима града, актовима и портретима. Године 1911. група се преселила у Берлин. Тамо су настале Кирхнерове слике велеграда насликане динамичним начином сликања и са оштрим ивицама типичним за његов стил (Улица, 1913). Године 1913. група се распала.
Кирхнер који се одмах по избијању Првог светског рата пријавио у војску као добровољац демобилисан је 1915. пошто је доживео психички и физички слом. Тада је настао његов потресни аутопортрет Сликар као војник (1915). Након оздрављења настанио се у Швајцарској. Сликао је тада бројне, обликом и бојом смиреније пејзаже (Давос у снегу, 1921). Средином тридесетих година 20. века нацисти су запленили преко 600 његових дела и прогласили га за дегенеричног уметника.
Кирхнерово главно дело у области графике јесте његов циклус дрвореза за збирку песама Георга Хајма „Умбра вите“ (1924). За своје фигуре у дрвету инспирацију је налазио у уметности Африке и Океаније.
Извршио је самоубиство 15. јуна 1938. године у Давосу.

## Галерија
- Аутопортрет Ернста Лудвига Кирхнера
- Кирхнеров Портрет жене
- Два брата
- Аутопортрет са моделом, 1910.